# Brinkiebrug
Brinkiebrug (Brug 1317) is een bouwkundig kunstwerk in Amsterdam-Zuidoost.
Architect Dirk Sterenberg ontwierp in 1978 voor de Dienst der Publieke Werken brug 1317 voor de Veenendaaldreef. Die dreef werd echter nooit aangelegd, maar de naamgever is nog in de wijk terug te vinden in Veenendaalplein. De brug had het uiterlijk van de Spengenbrug, dus met aluminium schilden aan de balustrade. Het zou in een Bijlmerse dreef gelegd worden over een voet- en fietspad. Het brugnummer werd vier jaar later hergebruikt voor een brug in de Meerkerkdreef over het Brinkiepad, dus ook in een Bijlmerse dreef en over een voet- en fietspad. Beide bruggen waren geheel van beton op de balustrade na. De gebouwde brug 1317 heeft metalen balustraden aangebracht op staanders. Het geheel werd afgewerkt door houten geluidsschermen. 
De naam van de brug kwam pas veel later in 2018. In één sessie vernoemde de  gemeente Amsterdam tientallen bruggen in Amsterdam ter opname in de Basisregistratie Adressen en Gebouwen. Veelal werd toen gekozen voor de optie de bruggen te vernoemen naar de onderliggende paden, in dit geval het Brinkiepad. Dat pad is vernoemd naar kinderboerderij 't Brinkie, al een unieke vernoeming in Amsterdam. De brug is indirect ook vernoemd naar die kinderboerderij; in Amsterdam is verder geen vernoeming naar een kinderboerderij. Tussen brug en boerderij ligt 100 meter.

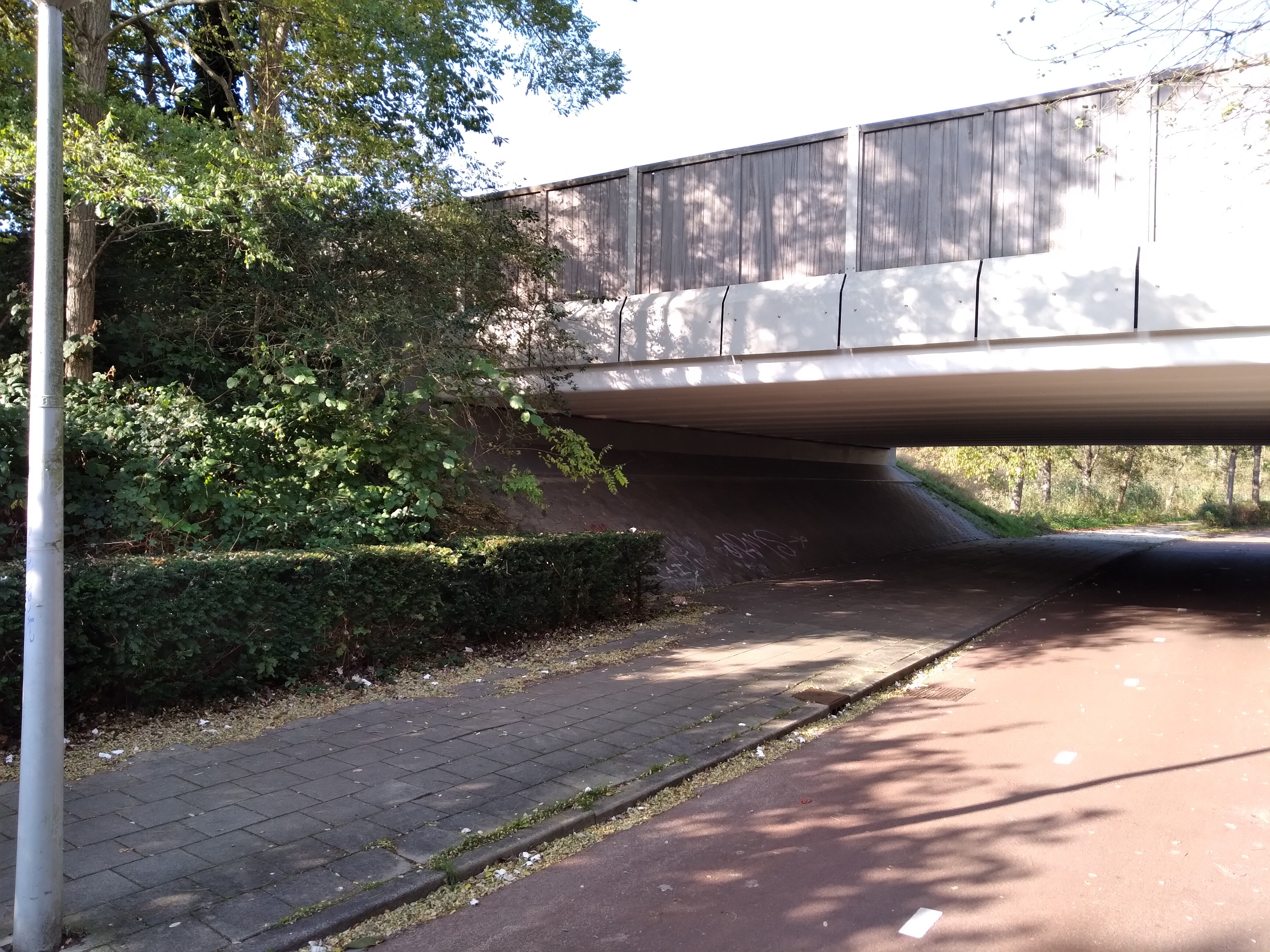
Geluidsschermen en balustrade van brug 1317 (oktober 2021)

<<< · 1301 · 1302 · 1303 · 1304 · 1305 · 1306 · 1307 · 1308 · 1309 · 1311 · 1312 · 1313 · 1314 · 1315 · 1316 · 1317 · 1319 · 1320 · 1321 · 1322 · 1323 · 1324 · 1325 · 1326 · 1327 · 1328 · 1329 · 1330 · 1331 · 1332 · 1333 · 1334 · 1335 · 1336 · 1337 · 1338 · 1339 · 1340 · 1342 · 1343 · 1344 · 1345 · 1346 · 1347 · 1348 · 1349 · 1350 · 1351 · 1352 · 1353 · 1354 · 1355 · 1356 · 1357 · 1358 · 1359 · 1360 · 1361 · 1362 · 1363 · 1364 · 1365 · 1366 · 1367 · 1368 · 1373 · 1375 · 1376 · 1377 · 1378 · 1379 · 1380 · 1381 · 1382 · 1383 · 1384 · 1385 · 1386 · 1387 · 1388 · 1389 · 1390 · 1391 · 1392 · 1396 · 1397 · 1398 · 1399 · >>>
Brugnummers 1300, 1318, 1341, 1369-1372, 1374, 1393, 1394, 1395 zijn niet vergeven. 1310 is gesloopt; brug 1318 is nooit gebouwd in verband met niet aanleggen Veenendaaldreef.